# 有趣数字悖论
有趣数字悖论是在尝试将自然数分类为「有趣的」与「无趣的」两类数时，产生的一个半开玩笑的悖论。这个悖论宣称，所有的自然数都是有趣的。其「证明」来自于反证法：如果无趣自然数的集合存在，那么其中必然有最小的自然数——然而最小的无趣自然数本身就是一个有趣的数，因为它是最小的无趣自然数，而这便导出了矛盾。

## 悖论的本质
尝试将所有的自然数如此分类可能会导致悖论或者说自相矛盾。任何假想的对自然数进行的无趣或有趣的划分看来都是靠不住的。由于有趣的定义通常是主观的、对于「有趣」的主观看法，这个悖论应当视为为了制造一个悖论而对自我指涉进行的半开玩笑的应用。
如果「有趣」有明确的客观的定义，那么悖论就有可能得到消除。比如，将「无趣的」自然数定义为未出现在整数数列线上大全中任意一个条目中的自然数。在这个定义下的最小的无趣自然数在2009年6月12日被发现为11630。 而在2009年11月这个定义下的最小无趣自然数变为了12407，这个记录至少在2011年11月还没有被打破。而到了2012年4月，这个定义下的最小无趣自然数变为了13794，直到2012年11月3日被序列收录。而2013年11月开始，这个定义下的最小无趣自然数变为了14228，直到2014年4月14日。2015年11月使用当时可下载的OEIS数据进行的一次检查表明当时在此定义下的最小无趣自然数已经增长为了14972。2016年11月的一次类似检查表明当时在此定义下的最小无趣自然数已经增长为了18159。（注意这样的定义之所以成立，是因为OEIS的每个条目均仅记录序列开头的有限项，不然的话，全体自然数的序列已经包含了所有正整数。而事实上其中仅记录到了直到77为止的正整数）如果采取不同来源的列表作为有趣的数的列表，无趣的数可以以同样的方式进行多种不同的定义。
数学与哲学家亞歷克斯·貝洛斯在2014年提议，最小的无趣自然数可以是247
，因为当时它是「（英文）维基百科中没有对应条目的最小自然数」。而到了2025年6月，英文维基百科中没有对应条目的最小自然数变为了316。
| 網站                                     | 網站                                     | 最小的未收录自然数                  |
| ---------------------------------------- | ---------------------------------------- | ----------------------------------- |
| 維基百科                                 | 英文版                                   | 316                                 |
| 維基百科                                 | 中文版                                   | 302                                 |
| What's Special About This Number?        | What's Special About This Number?        | 391                                 |
| Prime curios （页面存档备份，存于）      | Prime curios （页面存档备份，存于）      | 492 （只計算已批准的項目的話為326） |
| Properties of first 5000 integers        | Properties of first 5000 integers        | 291                                 |
| Number properties （页面存档备份，存于） | Number properties （页面存档备份，存于） | 309                                 |
| Number properties （页面存档备份，存于） | Number properties （页面存档备份，存于） | 80                                  |
| OEIS （页面存档备份，存于）              | OEIS （页面存档备份，存于）              | 20067                               |

## 附注
1. 1 2  Johnston, N. . 2009-06-12  [2011-11-12]. （原始内容存档于2010-06-14）.
2. ↑  oeis.org. .   [2015-11-23]. （原始内容存档于2021-03-02）.
3. ↑  Charles R Greathouse IV. .   [2011-08-28]. （原始内容存档于2016-03-04）.
4. ↑  Bellos, Alex. . illus. The Surreal McCoy 1st Simon & Schuster hardcover. N.Y.: Simon & Schuster. June 2014. pp. 238 & 319 (quoting p. 319). ISBN 978-1-4516-4009-0.

## 延伸阅读
- Gardner, Martin. . 1959. ISBN 0-226-28253-8.
- Gleick, James. . New York: Pantheon Books. 2010. ISBN 978-0-307-37957-3.